# Second Reality

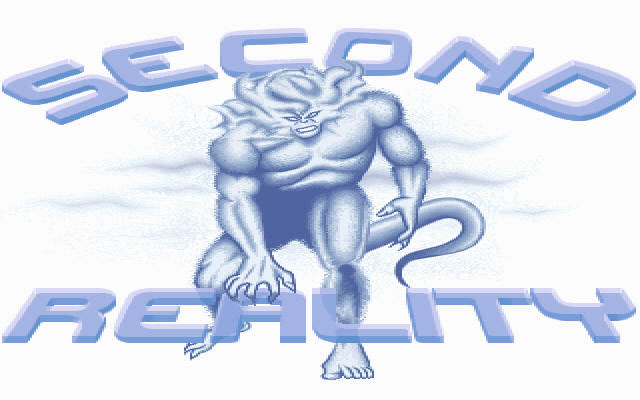
Second Reality Logo

Unreal ][ - The 2nd Reality (appelée plus tard Second Reality), est l'une des plus célèbres démos créée par Future Crew pour la demoparty Assembly '93. Elle se plaça à la première place, catégorie PC de la compétition démo, grâce notamment à ses démonstrations de rendu 2D et 3D.  La démo a été rendue publique en octobre 1993. Elle est considérée comme une des meilleures démos du début des années 1990 sur PC, pour exemple, Slashdot la place en première place du Top 10 Hacks of All Time.

## Description de la démo
De nombreuses techniques déjà utilisées par d'autre démos, y compris celles précédemment faites par Future Crew ont été affinées et réutilisées pour Second Reality. La démo a pour bande son une musique techno composée par Skaven et Purple Motion qui ont utilisé ScreamTracker 3. Le degré de synchronisation des effets visuels avec la musique était très impressionnant pour l'époque. L'effet sonore Ten seconds to transmission est repris du film Batman[réf. souhaitée].
| L'introduction débute par du texte sur un fond. Suivent quelques vaisseaux en rendu 3D qui apparaissent et filent au loin. Ensuite les vaisseaux explosent, renvoyant une onde de choc (rappelant l'effet Praxis comme vu dans le film Star Trek 6 : Terre inconnue). L'écran laisse place à une illustration de Wendigo, juste quand la musique principale de Purple Motion de la démo commence. L'image s'aplatit et tombe à la renverse pour devenir un échiquier en 3D polygones. |
| À cet instant, les notes d'introduction laissent place à la première mélodie. Ensuite un polyèdre apparait et rebondi sur l'échiquier, en parfaite synchronisation avec la musique, démontrant le rendu 3D ainsi que les déformation en temps réel. À la suite de cela, vient s'ajouter un deuxième polyèdre plus gros et le plus petit des deux rebondit à l'intérieur de ce dernier. |
| La séquence qui suit est un tunnel pivotant sur lui-même, constitué de points épars, et qui se meuvent en direction de la caméra. Ceci procure au spectateur la sensation de se jeter dans le tunnel. |
| Le tunnel disparait pour laisser place à des cercles oscillants auxquels rapidement suit la scène suivante. |
| Une scène pouvant être définie comme un show lumineux. Cette scène consiste en une interaction de moirés multiples. Ce type de moiré était assez populaire dans les démos à cette époque. |
| Ensuite une image de Ulik arrive par la droite, et disparait. Des feuilles et une rivière apparaissent, avec un texte descendant le courant. Ce texte dit "Another way to scroll" (Voici une autre façon de défiler) et est un exemple de scroller, qui étaient présents dans presque toutes les démos de l'époque. |
| Quand le texte a fini de défiler, le décor change à nouveau pour laisser apparaitre ce qui pourrait ressembler à une tête maléfique avec un pentagramme incrusté sur son front. Une loupe sphérique vient par le coin haut gauche et rebondit sur l'écran tout en grossissant l'image sur son passage. C'est à ce moment que nous pouvons entendre la phrase culte "I am not an atomic playboy", de Vice Admiral William H.P. Blandy's remarks before the Bikini nuclear test. La sphère s'en va par le bas, et la caméra se met à tourner tout en zoomant d'avant en arrière laissant entrevoir une répétition de l'image de la tête, nous démontrant là une technique de rotozoom. Enfin la caméra rebondit par deux fois sur la surface, et la scène se termine. |
| Quand l'image apparait, la caméra est placée proche d'une surface changeant de texture. C'est une suite à leur travail dans Unreal où pour la première fois fût introduit l'effet plasma. |
| Après que quelques surfaces ont été montrées, un cube apparait avec les faces animées, en rotation, et en déplacement (avant/arrière) par rapport à la caméra. |
| Après quelques secondes de la précédente scène, de nombreuses et petites balles commencent à tomber par le haut et commencent à rebondir sur le sol, formant des formes animées telle que des fontaines, ou évoluant de façon aléatoire. À cause d'un bug, cette partie peut faire arrêter le programme si la démo est installée dans un répertoire dont le chemin complet dépasse les 30 caractères. |
| À nouveau un changement de scène, avec cette fois des sphères et une épée qui se déplace en direction de la caméra. Nous voyons sur les sphères la réflexion de l'épée ainsi que cette réflexion elle-même reflétée sur l'autre sphère. Cet scène est rendu possible grâce à l'outil fait maison de lancer de rayon de Future Crew. |
| Au changement de scène, nous voyons apparaitre une surface changeante, similaire à de l'eau. Cette scène utilise une technique de rendu de paysage de type voxel. |
| Après ceci, une image tombe par le haut, représentant un cavalier qui semble être une autre créature de fantasy. Contrairement à ce que le texte dit, cette image n'a pas été dessinée par un membre du groupe, mais était disponible à l'époque sur un des nombreux CD d'images artistiques. L'image touche le sol et rebondit comme si c'était de la gélatine. |
| Dans la scène suivante, un vaisseau, rappelant un des TIE/Advanced fighter du film Star Wars, épisode IV : Un nouvel espoir évolue dans une grande ville en 3D, quitte cette dernière et fonce vers un grand logo "Future Crew" en 3D lui aussi. Cela a été par la suite repris dans la démo Final Reality, démo créée par quelques-uns des anciens membres de Future Crew, qui travaillent alors pour Remedy Entertainment. Le Flat shading est utilisé pour les immeubles et le Gouraud shading pour les arbres lissés et les lettres à la fin. |
| Cette dernière image représente deux écrous avec le texte "Future Crew" inscrit dessus. |

### Partie cachée
La démo peut être lancée avec un caractère de commande, de "2" à "5" pour commencer depuis une des quatre parties. Pour obtenir une autre partie, commençant par le texte "Just an experiment", il faut utiliser le caractère "u" dans la ligne de commande. L'écran va alors se remplir d'étoiles.

## Lancement de la démo
Bien que le code de la démo est gratuitement accessible sur de nombreux sites Internet, il reste néanmoins difficile, voire impossible de faire tourner Second Reality directement sur un PC moderne. Elle accède aussi directement au matériel vidéo et son, par le biais de ses propres pilotes intégrés. Aussi, une grande part du timing dans la démo n'est pas adaptée à la vitesse des CPU actuels. Pour lancer cette démo sur une machine moderne utilisant Windows ou Linux, on peut utiliser DOSBox.  DOSBox est même capable d'émuler les modes vidéos "exotiques" et les cartes sons Gravis Ultrasound, utilisés par Second Reality. La démo tourne le mieux sur un Intel 80486 équipé d'une Gravis Ultrasound ou d'une Sound Blaster Pro (ou un clone reconnu).

## Remakes
La stature légendaire de cette démo a inspiré de nombreuses personnes à créer leurs propres remixes de ce spectacle. Les plus connus sont les suivants:
- Second Reality C64 (pouët.net) par Smash Designs - Certainement le plus connu et le plus impressionnant des remix, étant une fidèle adaptation de la démo originelle sur la plateforme Commodore 64.
- Second Reality 2013 (pouët.net) par Checkpoint - également fidèle adaptation de la démo sur la plateforme Atari ST
- Final Reality (pouët.net) par Remedy Entertainment (dont 4 des fondateurs sont d'ancien membre de Future Crew) - Bien que ce soit un logiciel commercial de benchmark, une des scènes vidéo rend hommage à la démo d'origine avec la partie « Vaisseau spatial en 3D »
- Real Reality (pouët.net) par N.E.V.E.R. - Un remix, dans lequel sont reprises toutes les parties de la démo, recréées en réel.
- Zecond Re@lity (pouët.net) par Zon@ Neutr@ - Une autre reprise « réelle », mais cette fois avec la bande son recréée de façon a cappella.
- Flash Reality (pouët.net) par The Scampers - Un remix en Macromedia Flash, avec de nombreuses scènes recréées en utilisant le langage de programmation Actionscript.
- SHizZLE (Team Pokeme) - Une démo sur le Pokémon Mini, qui reprend certaines parties de Second Reality.
- Second Reality (pouët.net) par SIDRIP Alliance - Un clip où la musique de Second Reality est jouée avec de vrai instruments dans un univers qui reprend les codes (et certaines images) de la démo et plus généralement de l'époque (bruit de modem, écrans CRT, code assembleur, ...)

## Influence et réutilisations
Cette démo peut être vue (avec en option les commentaires de Future Crew) sur le DVD MindCandy. Le logo Dolby Surround au début a été enlevé à cause des droits d'image. Elle apparaît brièvement dans la vidéo officielle de promotion de Maemo.
Children of Bodom utilisa la musique d'introduction pour la première piste de Ubiquitos Absence Of Remission quand ils étaient connus sous le nom de Inearthed. La bande son a également été autorisée pour SHMUP, un jeu sous iOS. Il figure aussi dans l'album Metropolis de Future Crew (2011), pistes 2, 3 et 4.